# Epidemia del crack

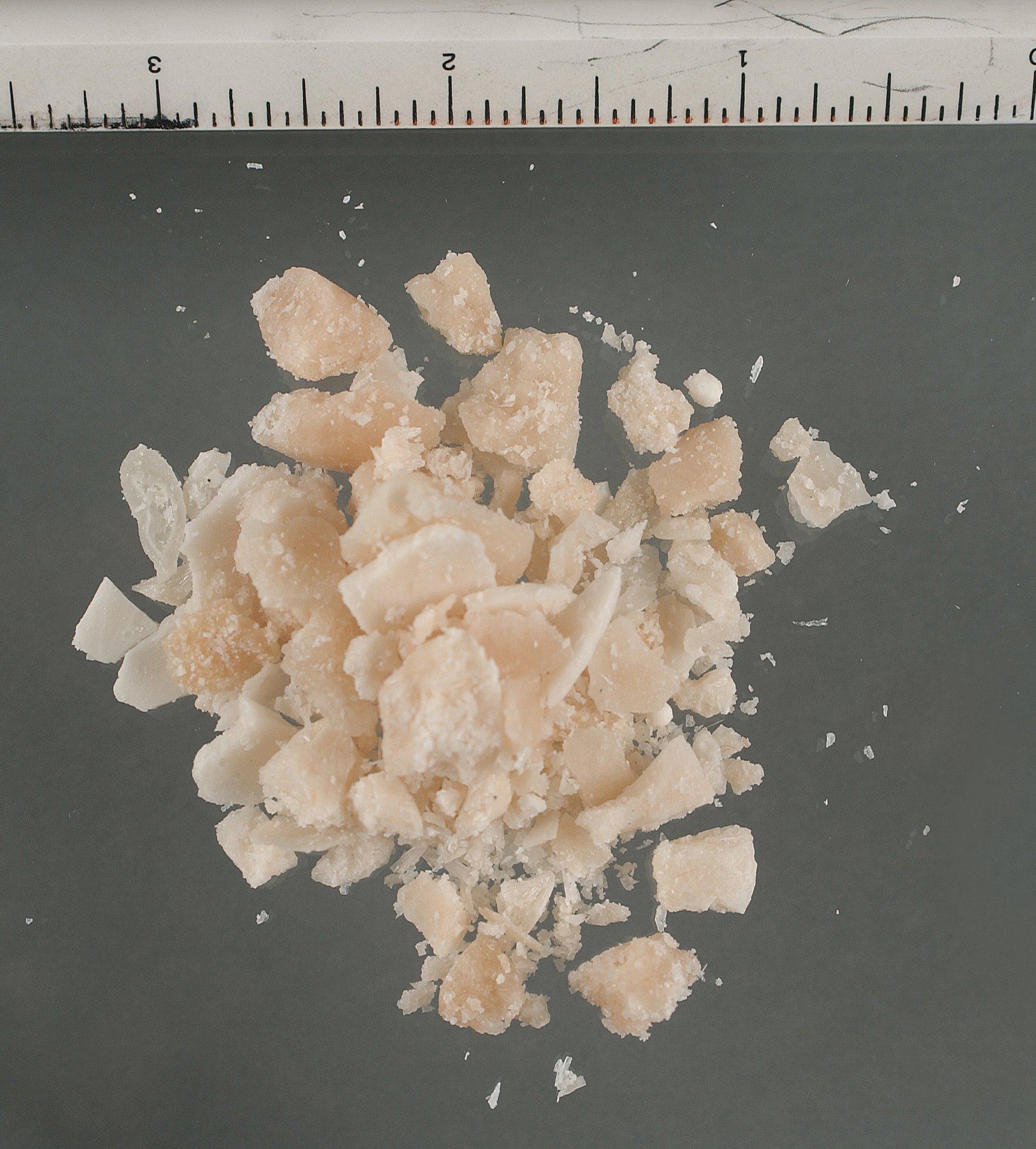
Alcuni cristalli di crack.

Con epidemia del crack (o invasione) si è soliti riferirsi a un preciso contesto storico compreso tra il 1984 e il 1990, durante il quale l'uso e il traffico del crack subì un brusco aumento nelle principali metropoli statunitensi, comportando anche l'incremento di reati violenti come rapine, omicidi, furti e fenomeni correlati al traffico della droga come guerre tra bande e nomadismo di senza fissa dimora e tossicodipendenti.

## Evoluzione storica
I primi segnali di un boom del crack nel mondo della droga si ebbero a partire dal 1980, ma in accordo con la Drug Enforcement Administration il periodo di crisi di legalità iniziò nel 1984 per finire solo nel 1990, in quello che può essere considerato l'apice dell'epidemia.
La causa principale dell'epidemia era la novità del prodotto e il prezzo notevolmente inferiore a quello di altri stupefacenti, tra i 2,5 e i 5 dollari la dose. Gli effetti di una dose, però, durano notevolmente meno, grossomodo 5-10 minuti, e sono fortissimi. Il rischio incompreso era che la dipendenza si sviluppa già dopo una singola dose, una dipendenza complessivamente molto più costosa di altre droghe, data la breve durata dell'effetto e del conseguente bisogno continuo di assumerne. Con il progressivo decesso dei primi assuntori ci fu la fine dell'epidemia, essendo oramai evidente a tutti la pericolosità, all'inizio sottovalutata, del prodotto. Il crack a tutt'oggi viene assunto quasi solamente da cocainomani già cronici come sostituto della cocaina, allorquando l'assunzione nasale provoca la distruzione dei tessuti nasali: l'unico modo di assunzione diventa l'inalazione e proprio questo era, infatti, il motivo per cui il crack è stato concepito.
L'epidemia colpì le principali metropoli statunitensi. Tra le città che più risentirono del fenomeno criminoso: New Orleans, Philadelphia, Houston, New York, Pittsburgh, Baltimora, Chicago, Washington, Los Angeles, Detroit, St. Louis, Miami e Oakland. Secondo Chuck Schumer, senatore dello stato di New York: "Vent'anni fa, il crack era diretto a est attraverso gli Stati Uniti come un Mack Trucks fuori controllo, e gettò New York in una situazione difficile proprio perché nessuno di noi vide segnali d'avvertimento".

## Incidenza per regione
Le macroregioni più colpite dall'epidemia furono il Nord-Est degli Stati Uniti e gli Stati del Sud Atlantico. Il fenomeno risultò avere effetti peggiori nei maggiori centri urbani che nelle aree minori. Il 70% dell'impatto sociale causato dall'epidemia si mostrò nei centri metropolitani, dove il tasso pro capite era 10 volte superiore che nel resto della nazione.
In accordo con gli studi sul periodo, le città che più risentirono dell'epidemia furono: New Orleans, Philadelphia, Los Angeles, New York, Oakland, Baltimora, Newark, Washington, Boston, San Francisco e Seattle. Gli Stati con i maggiori problemi furono invece: New York e il Maryland.

## Aumento della criminalità
Dati gli effetti eccitanti della sostanza, la psiche ne risente sviluppando stati di irrequietezza, nervosismo e tendenza ad atti violenti. Non riuscendo a controllare il proprio stato emozionale i soggetti più assuefatti, dediti all'ambiente favorevole all'assunzione di sostanze stupefacenti, tendono a sviluppare stati d'apatia e nevrotica ricerca dello "sballo" arrivando così a commettere atti criminali di varia natura.

## Fine dell'epidemia
L'epidemia finì improvvisamente, come iniziò. I motivi che portarono al calo dell'abuso e del traffico del crack non sono ancora noti. Secondo alcuni, come anche rapportato in uno dei capitoli di Freakonomics di Steven Levitt, l'aumento delle forze di polizia nelle strade da parte dei governi per far fronte all'emergenza non fu uno dei motivi che diedero il colpo di grazia all'epidemia, dal momento che la presenza delle autorità sia prima che dopo non ebbe alcun effetto sull'epidemia, che apparve all'improvviso.
Secondo Alan Fox, decano del Collegio di giustizia penale alla Northeastern University, il motivo alla base dell'interruzione di questo flusso criminoso fu che: "Probabilmente [il fattore principale] fu il cambiamento nei mercati della droga - dove, tra gli spacciatori, non furono più necessarie lotte per il controllo dei territori in cui vendere il nuovo prodotto, dal momento che i confini erano ormai stabiliti".
Altri presero come base le analisi di alcuni studi sui cambi generazionali, facendo notare come le nuove generazioni a stretto contatto con le precedenti rimasero lontane dal mondo della droga essendo informati degli effetti provocati dall'uso del crack. Negli anni '90, infatti, il termine "crackhead" assunse un connotato dispregiativo nella cultura urbana. Alfred Blumstein, un criminologo dell'Università Carnegie Mellon indicò quattro possibili fattori alla base della fine dell'epidemia:
1. Allontanamento dei bambini dall'uso e maneggiamento delle armi.
2. Contrazione del mercato del crack e la sua istituzionalizzazione.
3. La robustezza dell'economia e la creazione di posti di lavoro per attirare i giovani.
4. Risposta efficace della giustizia penale.